# HSG Mülheim-Kärlich/Bassenheim
Die Handballspielgemeinschaft Mülheim-Kärlich/Bassenheim war eine deutsche Handballmannschaft aus der rheinland-pfälzischen Stadt Mülheim-Kärlich und der rheinland-pfälzischen Ortsgemeinde Bassenheim, die durch ihre 3 Profijahre in der 2. Handballbundesliga, einige Regionalligajahre und durch ihre gute Jugendarbeit überregional bekannt wurde, mit der sie viele Rheinlandmeisterschaften sowie einige Süddeutsche Meisterschaften gewann bzw. bestritt.

## Geschichte
Die HSG Mülheim-Kärlich wurde 1980 gegründet. Stammvereine waren der TV 05 Mülheim und der TV Kärlich.
1991 kam als dritter Mutterverein der TV Bassenheim hinzu.
Nach der Meisterschaft in der Saison 1997/98 gelang der größte Erfolg: der Aufstieg in die 2. Bundesliga Süd. Die zweithöchste Spielklasse konnte die HSG allerdings nur 3 Jahre halten. Für den Spielbetrieb wurde 1998 die HSG Mülheim-Kärlich-Bassenheim GmbH gegründet.
In der Saison 2000/01 wurde das Kapitel Profihandball mit dem sportlichen Abstieg in die Regionalliga Südwest abgeschlossen. Die HSG musste zunächst ihre Finanzen und das Umfeld konsolidieren. Eine neue Philosophie, die jedoch nach wie vor als Fernziel den Wiederaufstieg in die 2. Liga hatte, wurde konzipiert. Diese Philosophie war bis zum Ende der HSG gültig und sah vor, die eigene Jugendarbeit zu intensivieren und eine schlagkräftige Mannschaft bestehend aus Spielern der Region zu etablieren.
Zuletzt bestand die HSG aus sechs Herrenmannschaften, zwei Damenmannschaften und 22 Jugendteams mit insgesamt 300 Nachwuchshandballern und war somit die größte Handballgemeinschaft im Handballverband Rheinland. Darüber hinaus war sie auch die erfolgreichste. Kein Verein brachte mehr Auswahlspieler hervor. Zeitweise bestand beispielsweise die Rheinlandauswahl fast ausschließlich aus Mülheimer, Kärlicher und Bassenheimer Spielern.
In der letzten Saison der HSG spielte sie in der Regionalliga Südwest (Handball-Regionalliga 2008/09).
Im Mai 2009 wurde die Spielgemeinschaft aufgelöst, nachdem für sie die Insolvenz angemeldet worden war. Im Handballbereich fiel der Spielbetrieb wieder an die Stammvereine: den TV Bassenheim, der seit der Saison 2009/10 in der Verbandsliga Ost spielt, und den TV 05 Mülheim, der in der Saison 2010/11 in der Rheinlandliga spielte und durch die Meisterschaft den Aufstieg in die Oberliga Rheinland-Pfalz/Saarland erreichte. Der TV Kärlich betreibt aktuell keine Handballabteilung.

## Skandal
Die frühere Spitze der Handball-Spielgemeinschaft Mülheim-Kärlich/Bassenheim soll Spielern jahrelang illegale Gehälter gezahlt haben: Dem Finanzamt und den Sozialversicherungsträgern entstand dadurch ein Schaden von insgesamt 314.000 Euro.
Laut Anklage flossen die verdeckten Zahlungen von 2001 bis 2006 an 25 Spieler. Das Schwarzgeldsystem soll nach der Insolvenz der HSG GmbH und dem Abstieg aus der 2. Bundesliga in die Regionalliga installiert worden sein. Die HSG-Spitze sei bemüht gewesen, einen geordneten Spielbetrieb der ersten Mannschaft zu ermöglichen und Stammspieler an einem Vereinswechsel zu hindern. Darum erhöhte sie die Gehälter je nach Leistung. Sie konnte aber die damit verbundenen Lohnsteuern und Sozialabgaben nicht entrichten.
Um das Geld nicht zahlen zu müssen, soll der Verein die Spielergehälter mit lohnsteuer- und sozialversicherungsfreien Aufwandsentschädigungen aufgestockt haben.
Die Staatsanwaltschaft geht sogar davon aus, dass ein solches System schon vor der Insolvenz der HSG GmbH etabliert war, was der Ex-Geschäftsführer durch seinen Anwalt abstreiten ließ: „Wenn es ein System verdeckter Löhne gab, sei dies nicht planmäßig entstanden, sondern aus der Not geboren. Er wollte die HSG nach dem Abstieg aus der 2. Bundesliga vor dem Untergang retten.“ Aber Vorwürfe, die sich auf die Zeit vor 2001 beziehen, sind verjährt. Die Summen, die die Spieler erhalten haben, lagen zwischen 800 Euro und 48.000 Euro. Anlässe für Aufwandsentschädigungen waren: Fahrtkosten, Punkte- und Siegprämien und Trainerpauschalen. Zudem wurden Autos zur privaten Nutzung zur Verfügung gestellt.
Der Mann, der fünf Jahre HSG-Geschäftsführer war, gab zu: Von finanziellen Angelegenheiten habe er „keinen blassen Schimmer gehabt. Ich war naiv und hoffte: Irgendwie wird schon alles klappen.“ Der Handballsport im TV Bassenheim sei sein Leben. Als Spieler, als Trainer und als Verantwortlicher habe er für sein Engagement „nie einen Cent erhalten“.
Die drei Schatzmeister der Mitgliedsvereine (TV Mülheim, TV Kärlich, TV Bassenheim) der im Mai aufgelösten HSG sagten als Zeugen aus. Sie gaben an, dass sie im Finanzausschuss der HSG keine finanziellen Unregelmäßigkeiten bemerkt haben. Doch die Verteidiger der Angeklagten warfen ihnen vor, sie hätten nur nichts bemerkt, weil sie nichts bemerken wollten. Sie seien für den Schaden ebenfalls verantwortlich: „… weil der Finanzausschuss für die Abwicklung von steuer- und finanziellen Angelegenheiten zuständig war. Und weil die Schatzmeister im Gegensatz zu den Angeklagten über großes Wissen im Bereich der Finanzen verfügen.“

## Saisonbilanzen von 1980–2009
| Saison  | Spielklasse                            | Platz | Sp. | Tore    | Diff. | Punkte |
| ------- | -------------------------------------- | ----- | --- | ------- | ----- | ------ |
| 1980/81 | Handball-Regionalliga West Staffel Süd | 5     | 26  | 476:445 | +31   | 34:18  |
| 1981/82 | Handball-Regionalliga West Staffel Süd | 6     | 22  | 466:418 | +48   | 29:15  |
| 1982/83 | Handball-Regionalliga West Staffel Süd | 4     | 22  | 454:444 | +10   | 25:19  |
| 1983/84 | Handball-Regionalliga West Staffel Süd | 1     | 22  | 492:386 | +106  | 39:5   |
| 1984/85 | Handball-Regionalliga West Staffel Süd | 1     | 22  | 540:442 | +98   | 35:9   |
| 1985/86 | Handball-Regionalliga West Staffel Süd | 6     | 22  | 474:466 | +8    | 20:24  |
| 1986/87 | Handball-Regionalliga West Staffel Süd | 3     | 22  | 439:415 | +19   | 29:15  |
| 1987/88 | Handball-Regionalliga West Staffel Süd | 4     | 22  | 433:422 | +11   | 26:18  |
| 1988/89 | Handball-Regionalliga West Staffel Süd | 8     | 22  | 436:431 | +5    | 23:21  |
| 1989/90 | Handball-Regionalliga West Staffel Süd | 4     | 22  | 465:425 | +40   | 25:19  |
| 1990/91 | Handball-Regionalliga West Staffel Süd | 9     | 22  | 440:459 | −19   | 19:25  |
| 1991/92 | Handball-Regionalliga West Staffel Süd | 10    | 22  | 439:478 | −39   | 13:31  |
| 1992/93 | Handball-Regionalliga West Staffel Süd | 5     | 22  | 436:440 | −4    | 24:20  |
| 1993/94 | Handball-Regionalliga West Staffel Süd | 9     | 22  | 433:445 | −12   | 18:26  |
| 1994/95 | Handball-Regionalliga West Staffel Süd | 9     | 22  | 457:491 | −34   | 17:27  |
| 1995/96 | Handball-Regionalliga West Staffel Süd | 7     | 22  | 522:556 | −34   | 18:26  |
| 1996/97 | Handball-Regionalliga West Staffel Süd | 7     | 22  | 512:512 | ±0    | 23:21  |
| 1997/98 | Handball-Regionalliga West Staffel Süd | 1     | 26  | 724:648 | +76   | 41:11  |
| 1998/99 | 2. Handball-Bundesliga Staffel Süd     | 17    | 34  | 777:929 | −152  | 16:52  |
| 1999/00 | 2. Handball-Bundesliga Staffel Süd     | 14    | 34  | 743:781 | −38   | 25:43  |
| 2000/01 | 2. Handball-Bundesliga Staffel Süd     | 16    | 34  | 794:908 | −114  | 18:50  |
| 2001/02 | Handball-Regionalliga Südwest          | 11    | 30  | 850:842 | +8    | 26:34  |
| 2002/03 | Handball-Regionalliga Südwest          | 7     | 30  | 940:936 | +4    | 30:30  |
| 2003/04 | Handball-Regionalliga West             | 12    | 28  | 813:830 | −17   | 22:34  |
| 2004/05 | Handball-Regionalliga Südwest          | 9     | 30  | 926:964 | −38   | 28:32  |
| 2005/06 | Handball-Regionalliga Südwest          | 4     | 28  | 926:869 | +57   | 36:20  |
| 2006/07 | Handball-Regionalliga Südwest          | 5     | 28  | 876:875 | +1    | 31:25  |
| 2007/08 | Handball-Regionalliga Südwest          | 10    | 30  | 924:944 | −20   | 24:36  |
| 2008/09 | Handball-Regionalliga Südwest          | 11    | 30  | 910:956 | −46   | 25:35  |

|  | Qualifikation Finalspiele um die Westdeutsche Meisterschaft/Aufstieg |
|  | Abstieg                                                              |